# Чертовищенское сельское поселение
Чертовищенское сельское поселение — бывшее муниципальное образование в Вичугском муниципальном районе Ивановской области. 15 июня 2010 года в результате слияния, вместе с Семигорьевским и Марфинским поселениями, вошло в состав Сунженского сельского поселения.
Состояло из деревень: Артюшино, Братилово, Быстри, Вехтево, Волково, Демидово, Жирятино, Левино, Настасьино, Погорелка, Рошма, Савинская, Сокериха, Степаниха, Чертовищи, Щетниково Большое, Щетниково Малое, Яшино.
Административный центр — деревня Чертовищи. Расстояние до районного центра — города Вичуга — 9 км.
Образовано в соответствии с законом Ивановской области от 11 января 2005 года № 4-ОЗ «О городских и сельских поселениях в муниципальных районах».

## Описание границ
(в ред. Закона Ивановской области от 12.10.2005 N 124-ОЗ)
Граница Чертовищенского сельского поселения начинается от смежества МУСП «Семигорье» и 75, 74 кв. Гослесфонда на западе, в месте пересечения автодороги Вичуга — Каменка, идёт на север, совпадая с границей Семигорьевского сельского поселения, до границы с Кинешемским муниципальным районом. На северо-востоке совпадает с границей Вичугского муниципального района и Кинешемского муниципального района и доходит до автодороги Ковров — Шуя — Кинешма. Проходит по дороге на юго-запад по 53 кв. Гослесфонда, огибает 52 кв. Каменского лесничества и далее идет по границе КСХП «Косачево» и КСХП «Восток» до реки Пезуха, проходит по фарватеру реки Пезуха до границы городского поселения Старая Вичуга, огибая его с севера до смежества КСП «Путковское» со 125 кв. Гослесфонда. Далее граница совпадает с границей Гаврилковского сельского поселения до смежества 100 и 101 кв. Гослесфонда, проходит по границе 101, 102, 93 кв. Гослесфонда и городского поселения Новописцово, огибает городское поселение Новописцово с юга до автодороги Вичуга — Каменка и возвращается в начало отсчета.